# Flaggenrecht
Das Flaggenrecht ist ein Begriff aus dem nationalen und internationalen Recht, das die Verwendung von nationalen und internationalen Flaggen regelt.

## Nationales Flaggenrecht
Das nationale Flaggenrecht regelt den Gebrauch der Nationalflagge, Handelsflagge und Kriegsflagge eines Staates.

### Nationales Flaggenrecht in Deutschland
- FlaggRG – Flaggenrechtsgesetz: Gesetz über das Flaggenrecht der Seeschiffe und die Flaggenführung der Binnenschiffe
- Anordnung über die deutschen Flaggen
- Beflaggung öffentlicher Gebäude in Deutschland

Die unbefugte Benutzung von Dienstflaggen des Bundes oder eines Landes kann als Ordnungswidrigkeit geahndet werden (§ 124 OWiG). Dadurch soll verhindert werden, dass diese Symbole durch eine missbräuchliche Verwendung entwertet werden. Darüber hinaus soll das Ansehen des Staates geschützt werden. Die Benutzung ist allerdings nicht unbefugt, wenn die zuständige Behörde sie erlaubt hat, oder wenn sie als sozialadäquat anzusehen ist. Das ist zum Beispiel der Fall, wenn ausgeschlossen ist, dass durch die Benutzung der Anschein einer amtlichen Verwendung entsteht. Das Zeigen einer Dienstflagge durch Fans bei einer Sportveranstaltung ist also keine unbefugte Verwendung nach dieser Vorschrift.

Dienstflagge der Bundesbehörden in Deutschland
Dienstflagge des Bundes in Österreich

### Nationales Flaggenrecht in weiteren Staaten
In den Vereinigten Staaten sind Bundesgebäude täglich mit der Nationalflagge beflaggt. Bei Nacht wird die Flagge eingeholt oder beleuchtet. Vor Gebäuden der einzelnen Bundesstaaten wird auch die Flagge des Bundesstaates gezeigt – allerdings immer niedriger oder kleiner als die Bundesflagge. Oft werden beide am gleichen Mast untereinander gezeigt.

## Internationales Flaggenrecht
Das internationale Flaggenrecht legt die völkerrechtlichen Rechtsvorschriften fest, die sich mit der Führung einer Flagge befassen. Danach ist zum Beispiel jedes Schiff auf hoher See zur Führung einer Flagge verpflichtet. Das Völkerrecht verlangt, dass sich die Flagge eines Staates deutlich von der anderer Staaten unterscheiden muss. Dies kann durch Beizeichen (wie zum Beispiel in den Flaggen der Bundesrepublik Deutschland und der DDR) oder unterschiedliche Farbtönungen (wie zum Beispiel bei  den Flaggen Luxemburgs und der Niederlande) erfolgen.

Flagge der Bundesrepublik Deutschland
Flagge der DDR
Flagge Luxemburgs
Flagge der Niederlande

Eine Verpflichtung, seine Flagge zu zeigen, besteht nur gegenüber Kriegsschiffen.
Das internationale Flaggenrecht legt auch fest, dass es bei internationalen Flaggen keine Rangordnung gibt. Nationalflaggen werden als gleichwertig angesehen. Deshalb ist am besten eine neutrale Anordnung im Kreis. Ist dies nicht möglich, werden die Flaggen entsprechend der alphabetischen Reihenfolge der Ländernamen aufgehängt.

## Flaggenrecht in der Schifffahrt
Das Flaggenrecht in der Schifffahrt wird von alters her mit etlichen Rechtsnormen bestimmt und hat in der Anwendung wichtige Bedeutungen die je nach Lage weitere Konsequenzen haben. Für die Berechtigung zur Flaggenführung werden Flaggenzertifikate ausgestellt. Deutsche Schiffe der Zivilschifffahrt mit Flaggenzertifikat werden im Schiffsregister eingetragen.
Vorstehendes gilt für Schiffe in der Zivilschifffahrt. Staatsschiffe, Behördenschiffe sowie Kriegsschiffe folgen anderen Konventionen, weil Behörden mit hoheitlichen Rechten Schiffseintragungen sowie Flaggenführung selbst regeln. Schiffe der Seestreitkräfte führen die hoheitliche Seekriegsflagge auch in Friedenszeiten.